# Hans-Jürgen Kubiak
Hans-Jürgen Kubiak (* 1952 in Castrop-Rauxel) ist ein deutscher Sachbuchautor, der ein umfassendes, deutschsprachiges Nachschlagewerk über den von der Academy of Motion Picture Arts and Sciences (AMPAS) verliehenen Academy Award (Oscar) in der Kategorie „Bester Film des Jahres“ (Best Picture) veröffentlicht hat.

## Leben
Hans-Jürgen Kubiak, Sohn einer Bergarbeiterfamilie aus dem Ruhrgebiet, beschäftigte sich bereits während seiner Jugend mit dem amerikanischen Filmschaffen. Besonders während seines Studiums zum Diplompädagogen begann er Mitte der 1970er Jahre in der Freizeit sein Wissen und seine Sammlungen zum Thema Oscar-Filme zu dokumentieren und zu archivieren. Seit 1985 veröffentlichte er zu diesem Thema Bücher, die die einzigen aktuellen deutschsprachigen Publikationen in diesem Bereich der Filmindustrie darstellen.
Kubiak war 34 Jahre als Berufsoffizier bei der Bundeswehr tätig.

## Schriften
- „Die Oscar-Filme“ Die besten Filme der Jahre 1927-1984. Fischer Taschenbuch Verlag, Frankfurt am Main 1985. ISBN 3-596-24451-X., 2. Aufl. Frankfurt am Main 1986
- „Die Oscar-Filme“ Die besten Filme der Jahre 1927-2004 – Die besten nichtenglisch-sprachlichen Filme der Jahre 1947 bis 2004, die besten Animationsfilme der Jahre 2001 bis 2004 Schüren Verlag, Marburg 2005. ISBN 3-89472-386-6.
- „Die Oscar-Filme“ Die besten Filme der Jahre 1927/28 bis 2006 – Die besten nichtenglisch-sprachlichen Filme der Jahre 1947 bis 2006, die besten Animationsfilme der Jahre 2001 bis 2006. Schüren Verlag, Marburg 2007. ISBN 3-89472-490-0
- „Die Oscar-Filme“ Die besten Filme der Jahre 1927/28 bis heute – Die besten nichtenglisch-sprachlichen Filme der Jahre 1947 bis heute, die besten Animationsfilme der Jahre 2001 bis heute. Schüren Verlag, Marburg 2012. ISBN 978-3-89472-815-1

In seinen Büchern beschränkt sich der Autor bewusst auf die Kategorie „Bester Film“ als den wichtigsten Preis des in jedem Jahr verliehenen Oscars.
Neben den rein fachlichen Angaben, bestechen die Publikationen vor allem durch die erzählerische Darstellung von Entstehungsgeschichte, Inhalt und Hintergrundinformationen der Preisgekrönten Filme ohne dabei auf Klatsch, Tratsch und Glitzerwelt einzugehen. Mit Einführung der Kategorien Bester fremdsprachiger Film (Best Foreign Language Film)
und Bester animierter Spielfilm (Best Animated Feature) werden auch diese jeweiligen Preisträger in eigenen Kapiteln vorgestellt.